# Nalbant (gmina)
Nalbant – gmina w Rumunii, w okręgu Tulcza. Obejmuje miejscowości Nalbant, Nicolae Bălcescu i Trestenic. W 2011 roku liczyła 2466 mieszkańców. 